# Louis Soonius
Lodewijk (Louis) Soonius (10. marts 1883 i Haag - 9. marts 1956 smst) var en hollandsk kunstmaler.
Soonius besøgte Koninklijke Academie van Beeldende Kunsten i Haag i starten af det 20. århundrede. Han var medlem af den såkaldte Haag Skole som dyrkede impressionistisk landskabsmaleri ved den hollandske kyst. Soonius var en begavet figurmaler og hans billeder gengiver fortrinsvis legende børn og turister på stranden ved den mondæne haagske bydel Scheveningen. 
Værker af kunstneren Louis Soonius findes i flere hollandske og internationale samlinger, som blandt andet på Rijksmuseum i Amsterdam og Museum Kunst der Westküste i Nordtyskland.

## Eksterne links
- Om Louis Soonius på mutualart.com
- Omtale på marksmit.nl (Webside ikke længere tilgængelig) (nederlandsk/hollandsk)